# Pertinax (Byzanz)
Pertinax († 187) war Bischof von Byzantion in den Jahren 169–187. Über ihn liegt ein legendenhafter Bericht des Dorotheus von Tyrus vor. Danach soll es sich um einen römischen Offizier gehandelt haben, der in Thrakien stationiert war, als er erkrankte und von den Christen in der Gegend von den Wundertaten ihres Gottes erzählen hörte. Er habe sich dann an den Bischof von Konstantinopel, Alypius, gewandt, der ihn bekehrt habe, woraufhin Pertinax vollständig gesundet sei. Alypius habe ihn daraufhin zu seinem Presbyter ernannt und nach Alypius’ Tod habe er dessen Bischofsamt übernommen.
Überliefert ist außerdem, dass Pertinax aus seinem eigenen Vermögen ein Bischofshaus im Stadtteil Sykeon (dem heutigen Galata) errichtet habe, um das herum dann eine Siedlung von Christen entstanden sei.
Die Patriarchenliste verzeichnet für Pertinax 17 Amtsjahre, es ist aber nicht auszuschließen, dass darin die ersten Jahre als Presbyter unter Alypius mit eingerechnet sind. Sein Nachfolger wurde Olympianus.